# عصمان (الرجم)

تعديل مصدري - تعديل

عصمان هي إحدى قرى عزلة بني البدي بمديرية الرجم التابعة لمحافظة المحويت، بلغ تعداد سكانها 96 نسمة حسب تعداد اليمن لعام 2004.